# Florfenicol
Florfenicolul este un antibiotic din clasa amfenicolilor, fiind un analog fluorurat al tiamfenicolului. Este utilizat majoritar în medicina veterinară.